# Víctor Corral
Víctor Corral Castro, escultor, nacido en Baamonde, el 14 de septiembre de 1937.

## Trayectoria
Empezó a hacer esculturas de niño, en el monte, con piedras, mientras cuidaba de las vacas. Realizó estudios primarios y trabajó en el campo. Tras dos años de estudios en la Escuela de Artes en la Coruña y otros dos en la Escuela de la Lonja de Barcelona, montó su primer taller en 1963. Tres años más tarde hacía su primera exposición en la Ciudad Condal. Después de algunas exposiciones en España y en el extranjero, comenzó a construir su "Casa museo" en Baamonde, donde tiene esculturas de piedra y bronce en el jardín, y de madera, marfil, bronce y miniaturas de lujo en el interior. En la Iglesia de Baamonde hay un castaño centenario con la Virgen del Rosario tallada por él en el interior.
En 2015 fue nombrado hijo predilecto del ayuntamiento de Begonte (Lugo).

## Obras realizadas
Además de una gran colección de esculturas que se encuentran por todo el mundo y en manos de particulares, realizó más de 20 monumentos en granito y bronce que se encuentran en espacios naturales en Galicia y Zamora.

## Casa Museo
Dentro de la casa del artista, la exposición ocupa dos ambientes diferenciados: el jardín, con obras en materiales no perecederos (granito y bronce) y el interior, con esculturas,  en madera, bronce y marfil. El escultor también experimenta con otros tipos de material soporte: acuarela y óleo. El universo temático de sus composiciones está marcado por el amor a Galicia y sus profundas creencias religiosas. Símbolo de esta conjunción es la capilla anexa a la casa, la virgen tallada en el interior de un castaño y un palomar con piedras y minerales de casi todo el mundo, en el jardín.